# Henryk Kawiorski
Henryk Kawiorski (ur. 1942) – polski powieściopisarz, nowelista, redaktor naczelny rocznika ziemi pińczowskiej „7 Źródeł”, były dziennikarz kieleckiej popularnej gazety „Słowo Ludu”, obecnie publikuje także w lokalnej gazecie Tygodniku Ponidzia  Członek Związku Literatów Polskich oraz Oddziału Kieleckiego Związku Literatów Polskich.
Wydał m.in. zbiory opowiadań: Ojcowizna, Jutro, pojutrze, kiedy indziej, Gwiazdy Ponidzia; powieści: Scyzoryki, Krzywe lustro, Mgła i ogień. Nagradzany i wyróżniany w konkursach, m.in. za powieść Przytulisko w konkursie im. M. Reja (1998).
W 2005 został odznaczony Brązowym Medalem „Zasłużony Kulturze Gloria Artis”.
Obecnie mieszka w Kielcach.

## Wybrane publikacje
- Bieg ku słońcu, Kraków 1988.
- Goniec, Warszawa 1990.
- Henryk: Gwiazdy Ponidzia, Kielce 1995.
- Jutro, pojutrze, kiedy indziej, Kielce 1993.
- Kamienne łzy, Kielce 1993.
- List gończy, Kielce 1994.
- Przebierańcy, Kielce 1992.
- Słaby obraz samego siebie, Kielce 1991.
- Kozak doński z Buska-Zdroju, „Życie Literackie” nr 4, 1988, s. 9.